# Laingsburg (municipalité)
La Municipalité locale de Laingsburg (Laingsburg Local Municipality) est une municipalité locale du district municipal de Central Karoo dans la province du Cap-Occidental en Afrique du Sud. Le siège de la municipalité est situé dans la ville de Laingsburg.

## Localités de Laingsburg

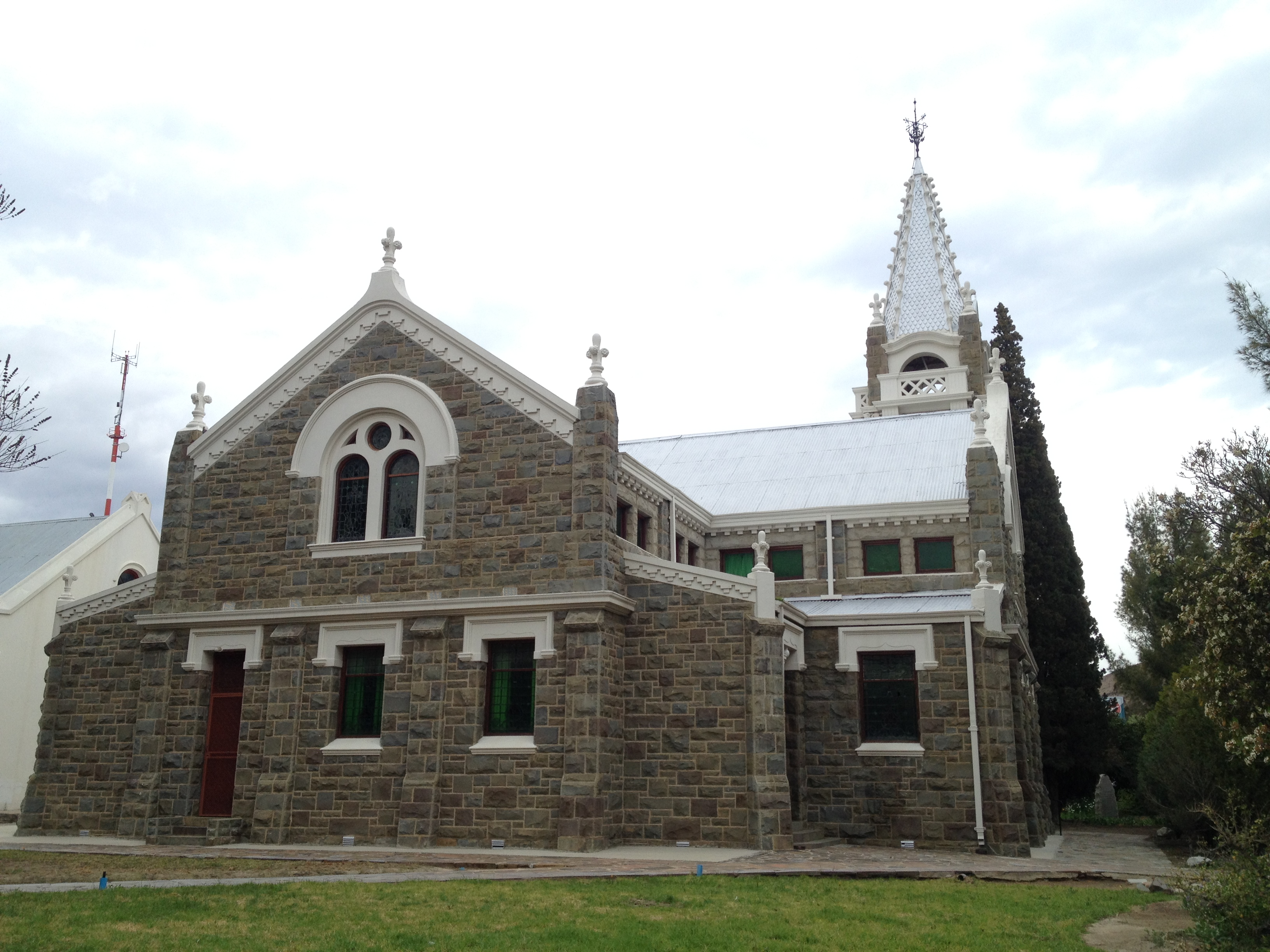
Église réformée hollandaise de Laingsburg.

Depuis sa constitution en 2000, la municipalité actuelle de Laingsburg comprend les localités suivantes :
| Village et localité | Code   | Population | Superficie (km2) | Langue maternelle dominante |
| ------------------- | ------ | ---------- | ---------------- | --------------------------- |
| Laingsburg          | 181002 | 5 667      | 723,72           | Afrikaans                   |
| Matjiesfontein      | 181003 | 422        | 1,22             | Afrikaans                   |
| Zone rurale         | 181001 | 2 200      | 8 059,55         | Afrikaans                   |
| Total               | Total  | 8 289      | 8 784,48         | Afrikaans                   |

## Démographie
Selon le recensement de 2011, les 8 289 résidents de la municipalité de Laingsburg sont majoritairement issus de la population coloured (78,97 %). Les blancs et les populations noires représentent respectivement 13,31 % et 6,97 % des habitants.
Les habitants ont très majoritairement l'afrikaans pour langue maternelle (94,33 %).

## Historique
La municipalité locale actuelle de Laingsburg a été constituée en 2000 à la suite de la réforme des gouvernements locaux.

## Administration et politique
À la suite des élections municipales sud-africaines de 2016 où le Congrès national africain a obtenu 46,08 % des voix contre 43,88 % à l'Alliance démocratique (DA) et 4,5 % au Karoo Ontwikkelings Party (KOP), Aubrey Marthinus (KOP) est élu maire dans le cadre d'une coalition formée avec la DA. En mars 2017, la coalition DA-KOP implose et une nouvelle majorité municipale est alors formée entre le KOP et l'ANC. En janvier 2018, le KOP renoue une alliance avec la DA permettant l'élection d'un nouveau maire. En juin, Mike Gows reprend le titre pour l'ANC.
Depuis les élections municipales sud-africaines de 2021, la municipalité est gérée par une coalition formée entre l'ANC, l'alliance patriotique (PA) et le Karoo Democratic Force.
| Maires depuis 2000 | Parti politique           | Terme                   |
| ------------------ | ------------------------- | ----------------------- |
| Mike Gouws         | ANC                       | 2001-2006               |
| Wilhelm Theron     | DA                        | 2006-2007               |
| Rokeya Meyer       | ANC                       | 2007 - 2011             |
| Wilhelm Theron     | DA                        | 2011-2016               |
| Aubrey Marthinus   | Karoo Ontwikkelings Party | 2016 - 2018             |
| Johannes Mienies   | Karoo Ontwikkelings Party | janvier-juin 2018       |
| Mike Gouws         | ANC                       | juin 2018-novembre 2021 |
| Mitchell Smith     | Alliance patriotique (PA) | depuis novembre 2021    |